# Sontheim (Baviera)
Sontheim è un comune tedesco di 2 474 abitanti, situato nel land della Baviera.